# 朱之鑫

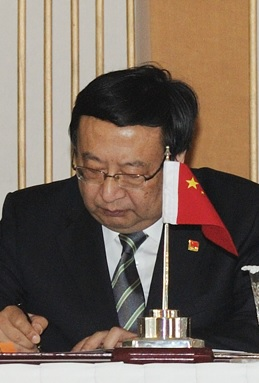

朱之鑫（1949年3月—），男，浙江嘉兴人，中华人民共和国政治人物，中共十六届候补中央委员、十七届中央委员。研究生学历，高级经济师，北京大学、中国人民大学兼职教授。他是中国共产党第十六、十七、十八次全国代表大会代表，第十六届中央候补委员，第十七届中央委员。

## 生平
1969年参加工作，先后在吉林省大安县插队，长春第一汽车制造厂、中华人民共和国第一机械工业部、安徽省人民政府办公厅工作。1983年9月，到中华人民共和国国家计划委员会工作，曾经任国家计划委员会国民经济综合司处长，曾挂职担任大连市计划委员会副主任。1993年3月，任国家计划委员会国民经济综合司副司长。1997年4月，升任国家计划委员会国民经济综合司司长。
1999年9月，任国家统计局副局长、党组副书记。2000年6月，升任国家统计局局长、党组书记。2003年3月，调任国家发展和改革委员会副主任、党组成员。2005年8月，由国家发展和改革委员会党组成员升任党组副书记。2009年至2010年，兼任国务院深化医药卫生体制改革领导小组办公室主任。2015年2月卸任国家发展和改革委员会副主任、党组副书记职务。